# Tenues berbères
 (juillet 2015).
Améliorez-le ou discutez des points à vérifier. 
 (juillet 2015).
Si vous disposez d'ouvrages ou d'articles de référence ou si vous connaissez des sites web de qualité traitant du thème abordé ici, merci de compléter l'article en donnant les références utiles à sa vérifiabilité et en les liant à la section « Notes et références ».
Les tenues berbères ou tenues amazighs sont des vêtements traditionnels pour les femmes utilisés par les Berbères en Afrique du Nord.

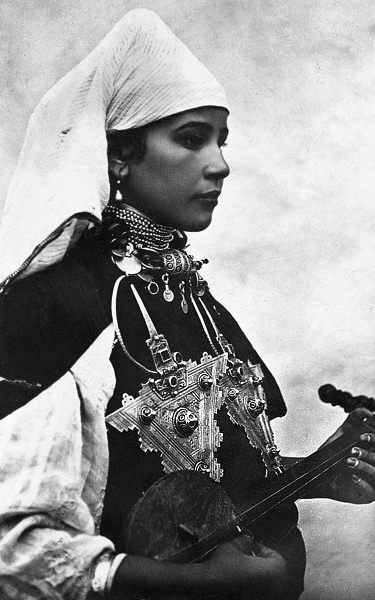
Berbère marocaine avec des fibules.

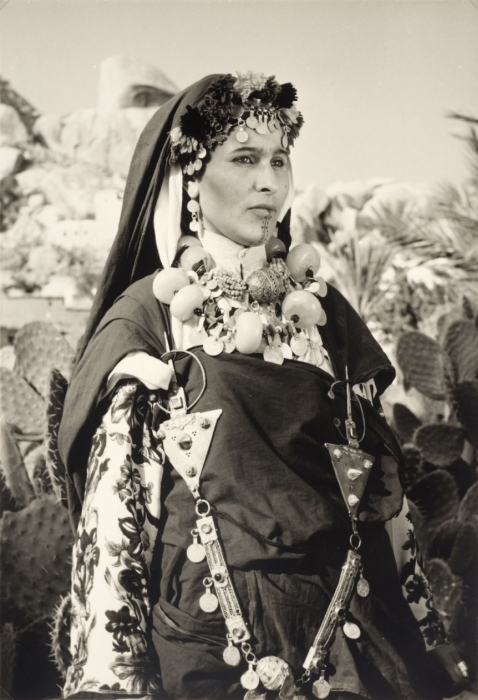
Femme Chleuhs (Tafraout, Atlas, Maroc, vers 1940).

## Au Maroc
Au Maroc, les femmes portent un izar noir ou bleu de 4 mètres sur 2, appelé tamlheft qui couvre tout le corps. Les femmes mariées sont dotées par un tissu noir ou rouge sur la tête appelé tamasst suspendu en dessous des cheveux.
Elles portent surtout des tenues très colorées pour ne pas souffrir de la chaleur. Le blanc est la tenue parfaite pour ne pas souffrir des fortes chaleurs du désert.

## En Algérie
En Algérie, les femmes berbères portent la tenue pour les mariages et les événements dans les régions de Tizi Ouzou, Bejaia et Bouira. Les robes algériennes contiennent des couleurs vives. Chaque village et/ou région des villageois a sa spécialité (couleur, broderies,...)
Par exemple: robe tahasnawet par rapport à la région Ihasnawen, robe iwadhien par rapport à la région  Ouadhia, i3azouguen Azazga,...
Les femmes Berbères des Aurès (les chaouias) portent l'elhaf à motifs berbères, à fleurs ou simples. Les tenues sont accompagnées de bijoux en argent et colorés que les femmes portent autour du coup, sur le front. On retrouve souvent sur les tenues de ces régions la fibule berbère très populaire.

## Galerie photos

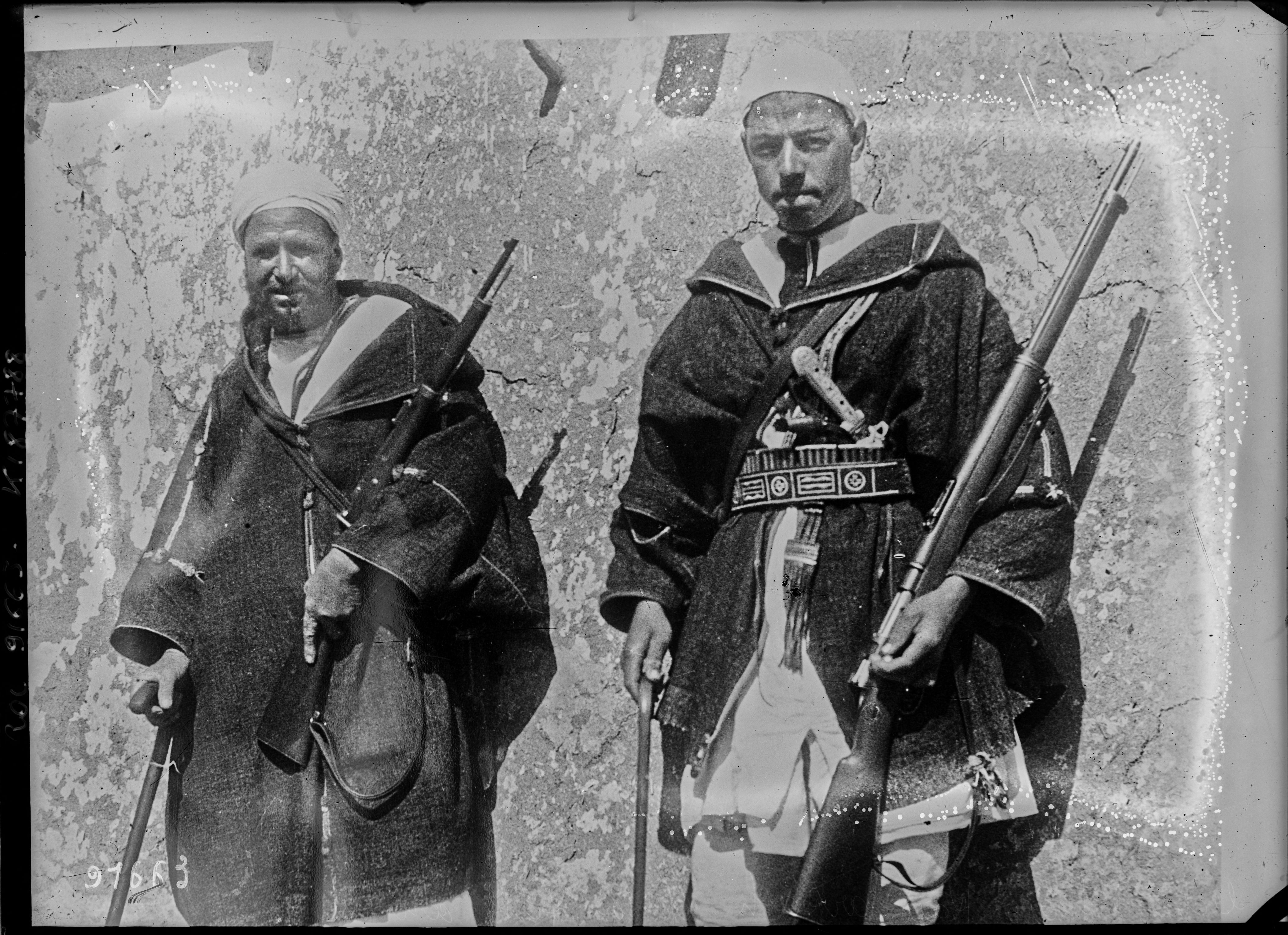
Kaid Sarkash, chef Riffain, 1924
Berbères, femmes et hommes (Haut Atlas, 1930)
Qashabiya (2015)
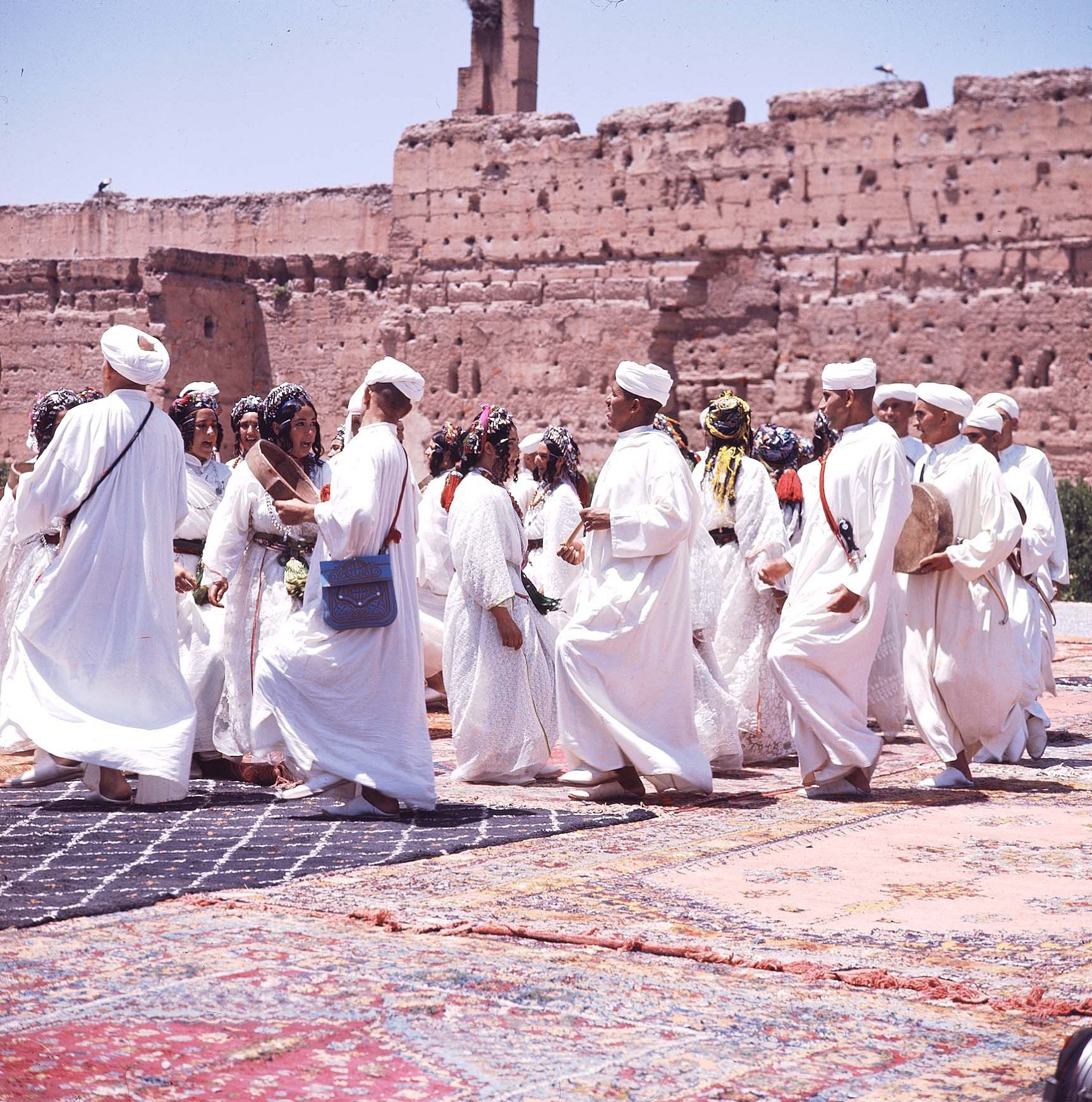
Ahidous (Marrakech, 1970)
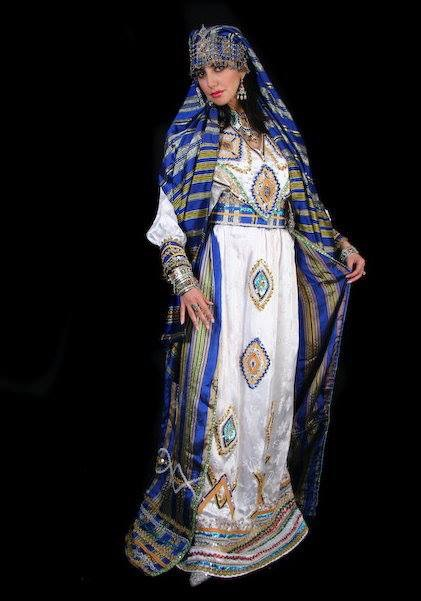
Vêtement féminin traditionnel chaoui
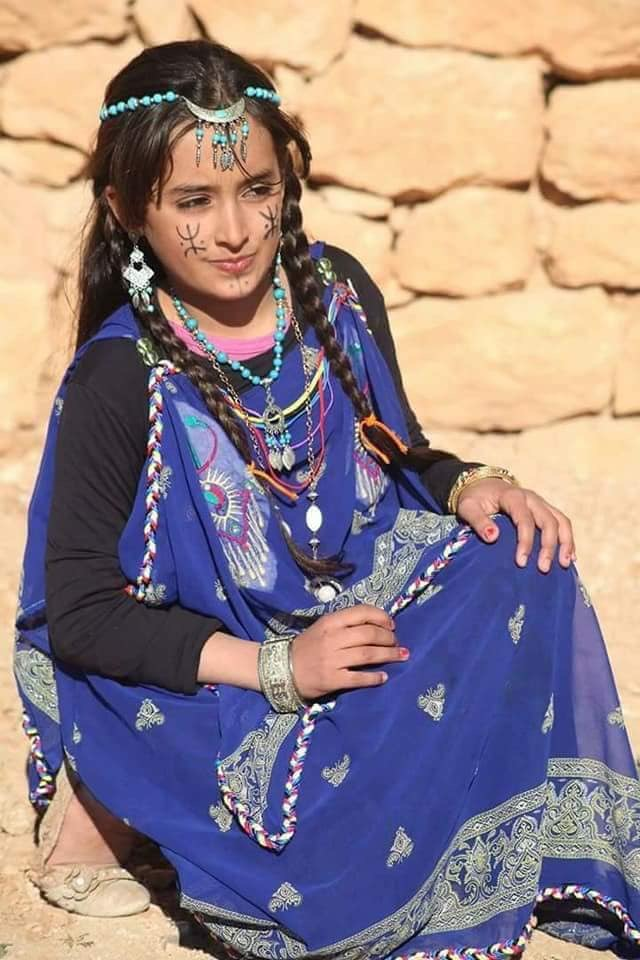
Vêtement féminin traditionnel chaoui algérien
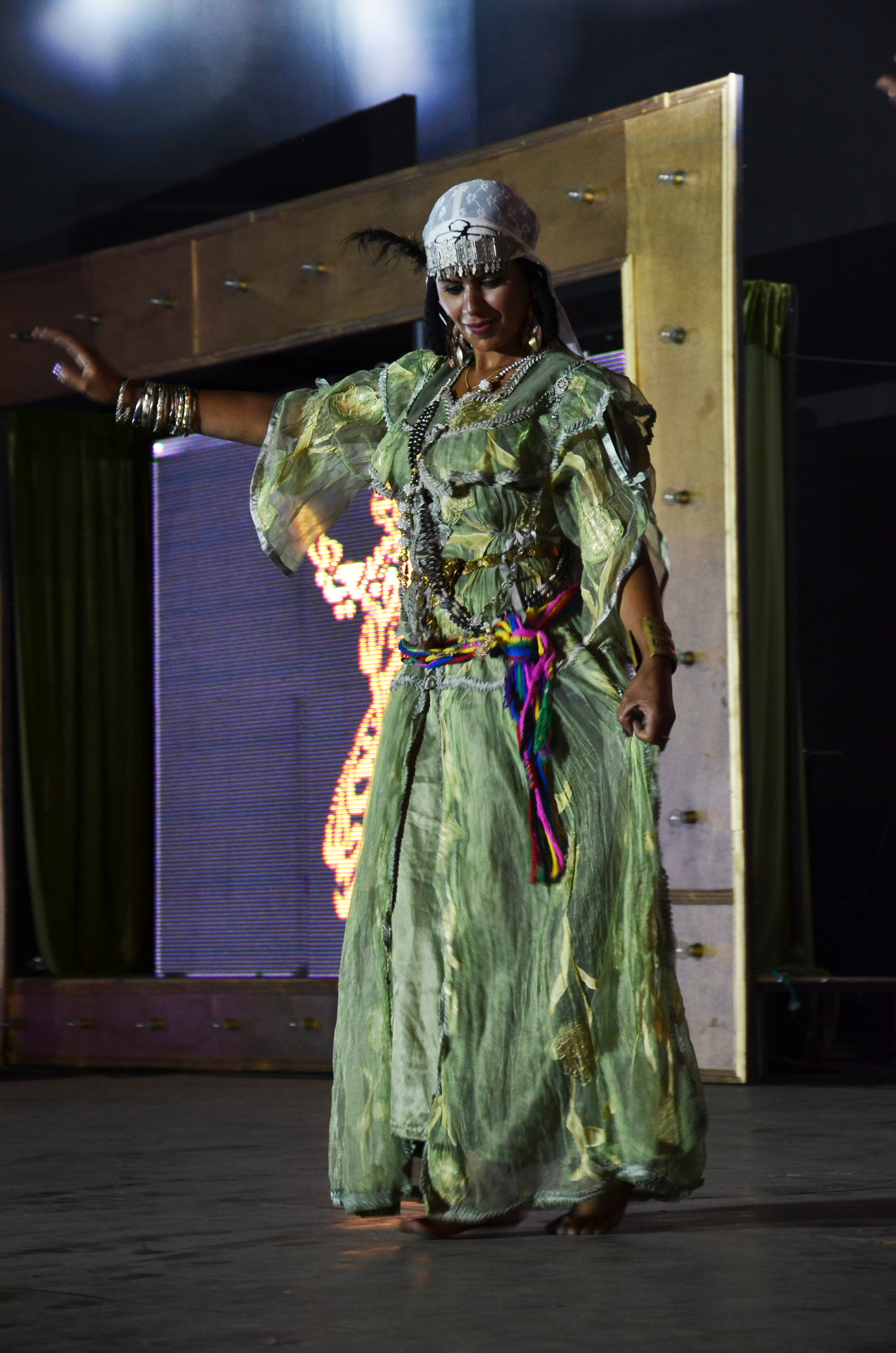
Danseuse chaoui
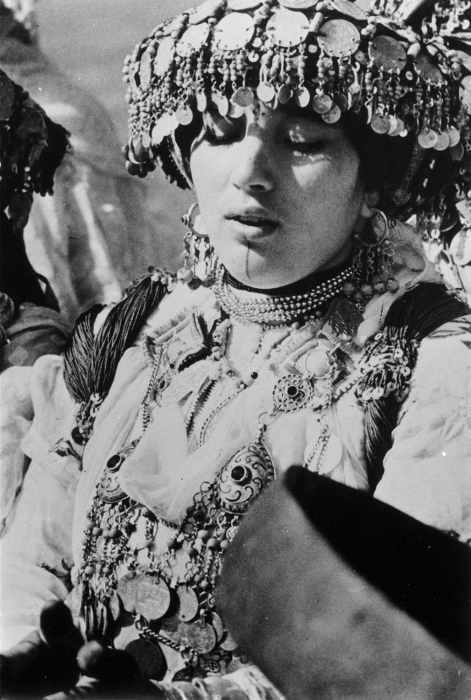
Jeune femme Zayane (Khénifra, Moyen-Atlas, Maroc, 1955)
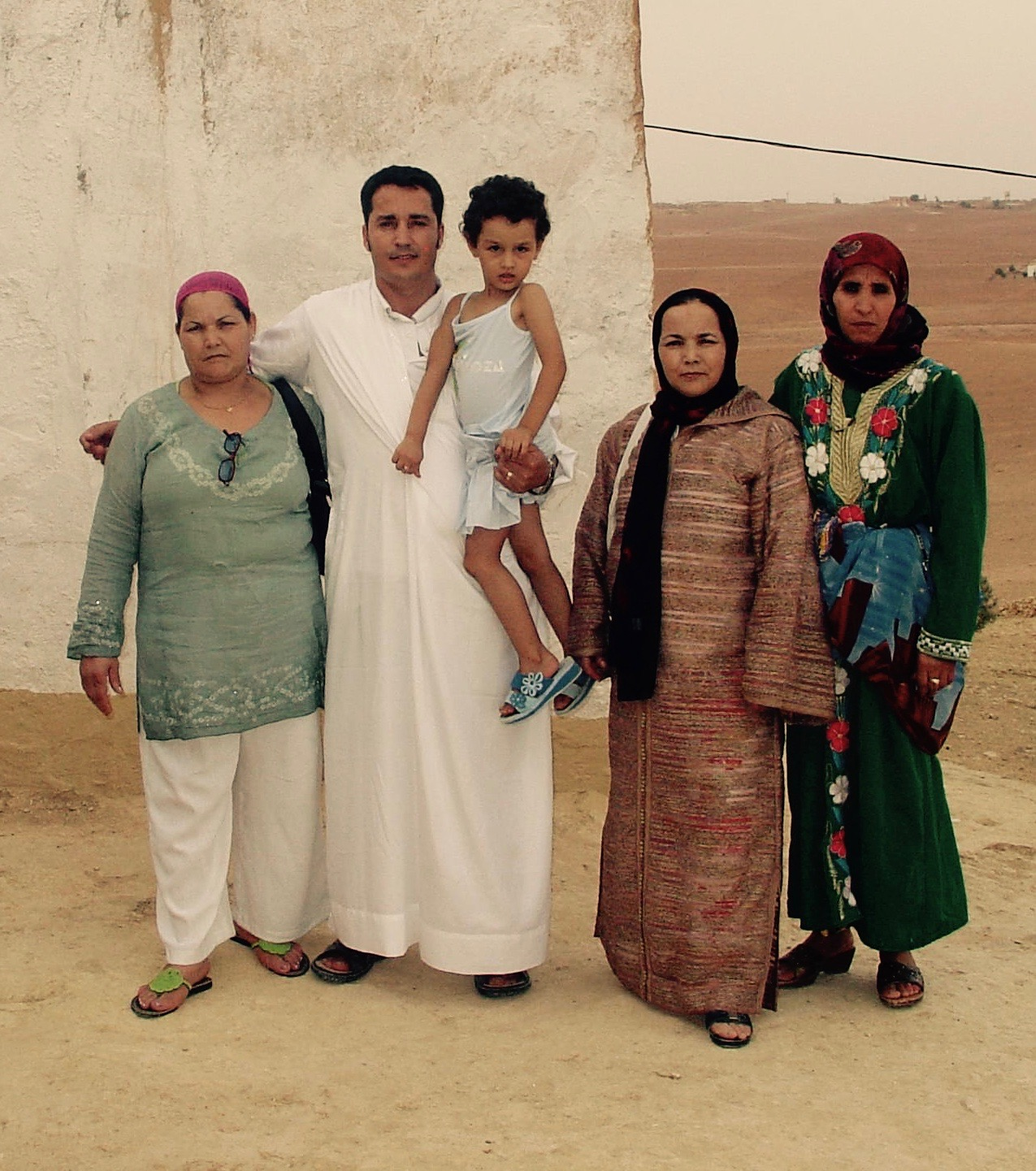
Famille Chleuh/Shilha (Atlas, 2003)
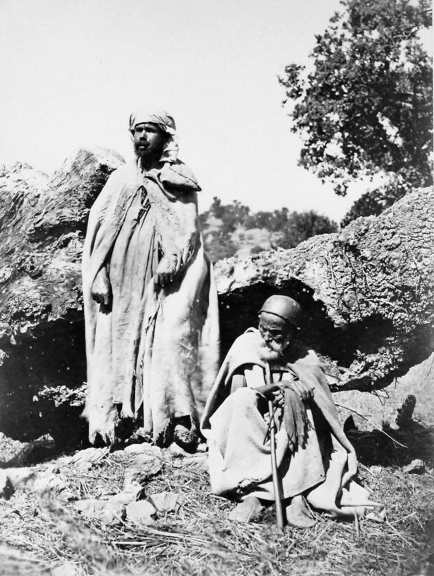
Kabyles en burnous (Biskra, 1884)
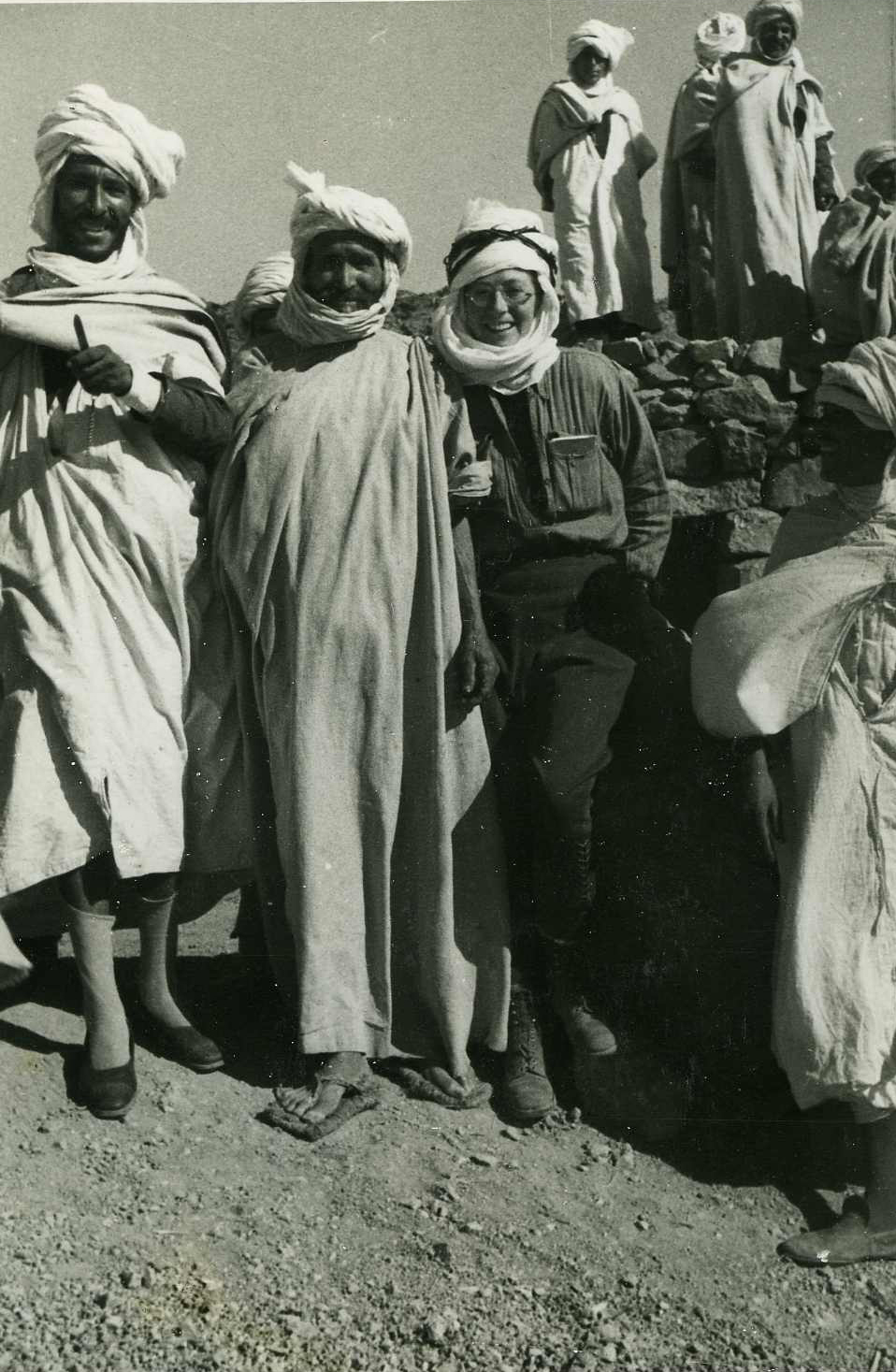
Thérèse Rivière dans les Aurès en 1936
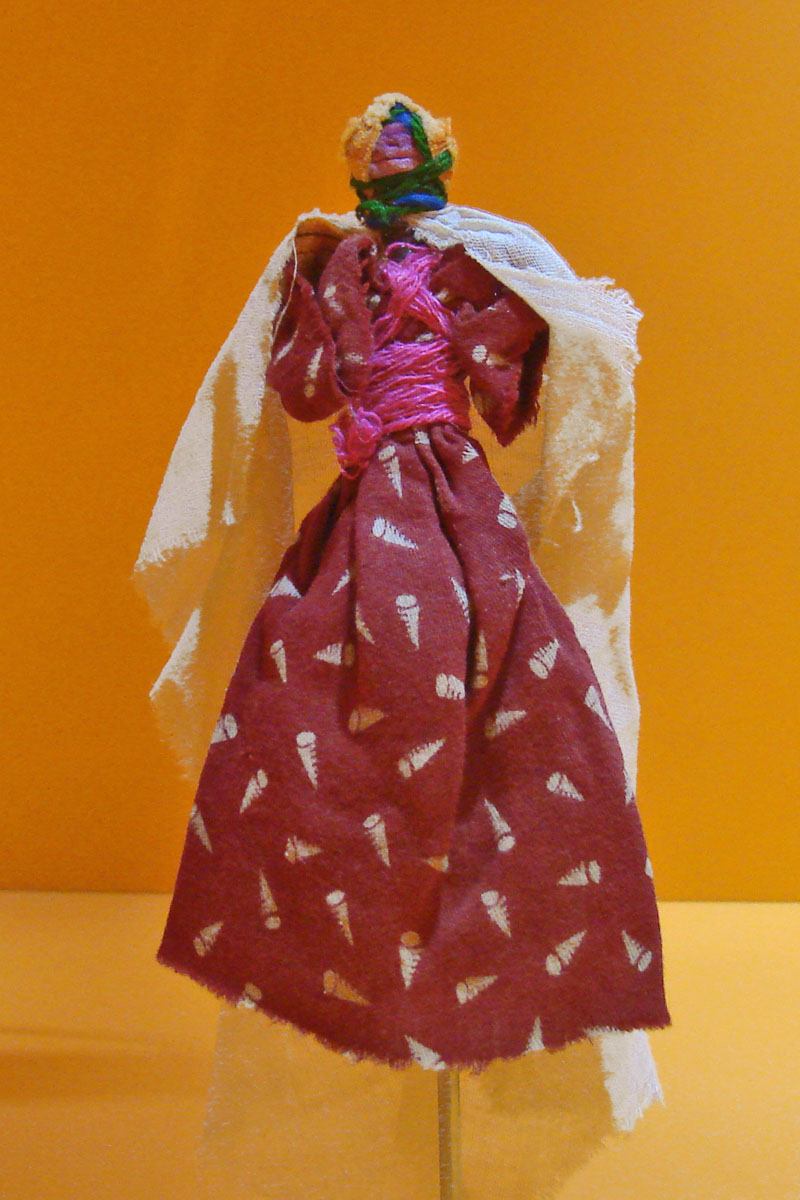
Poupée berbère (Aurès)
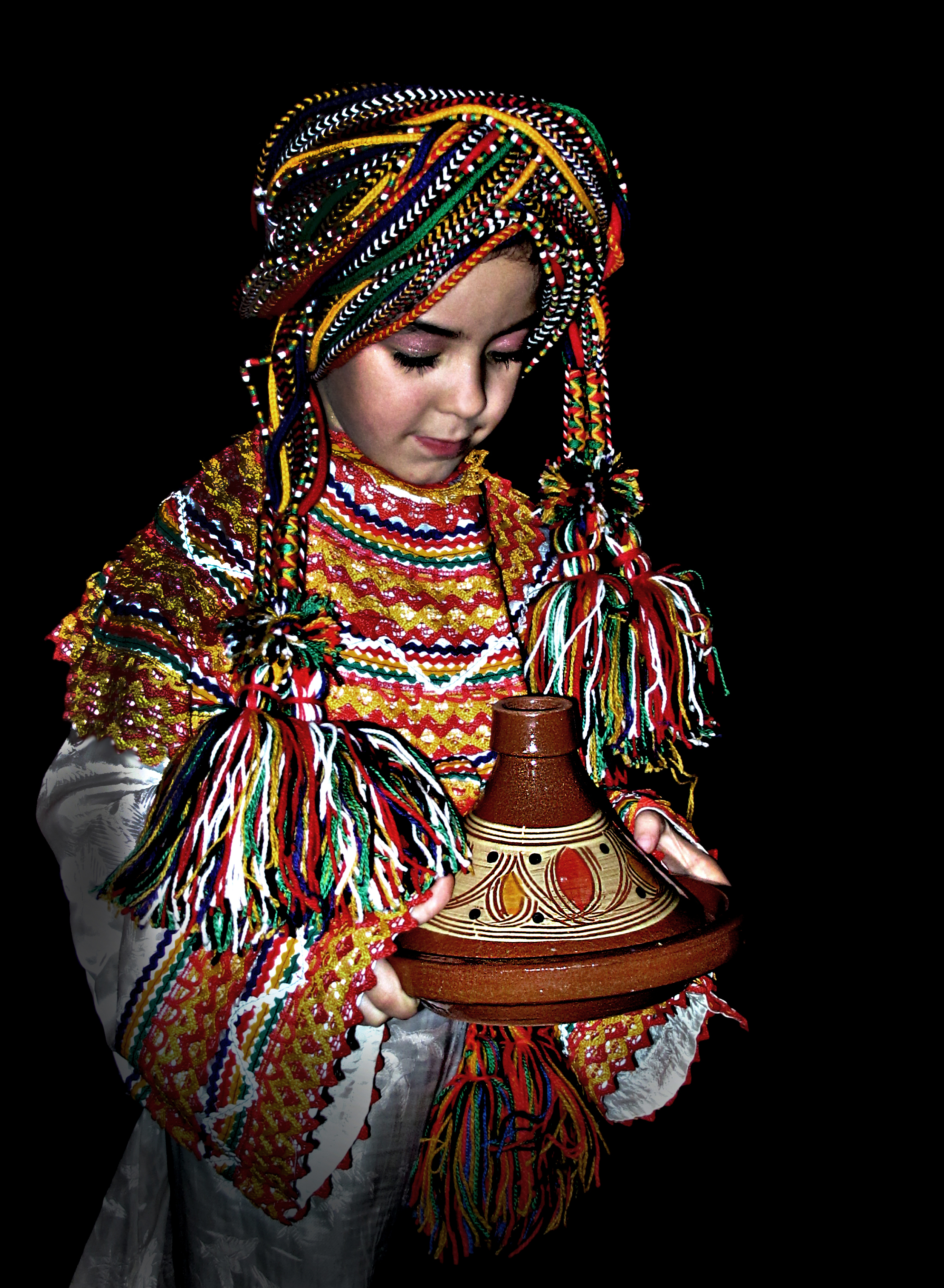
Enfant kabyle
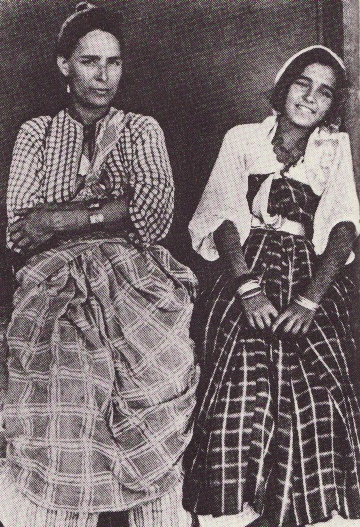
Berbères libyens
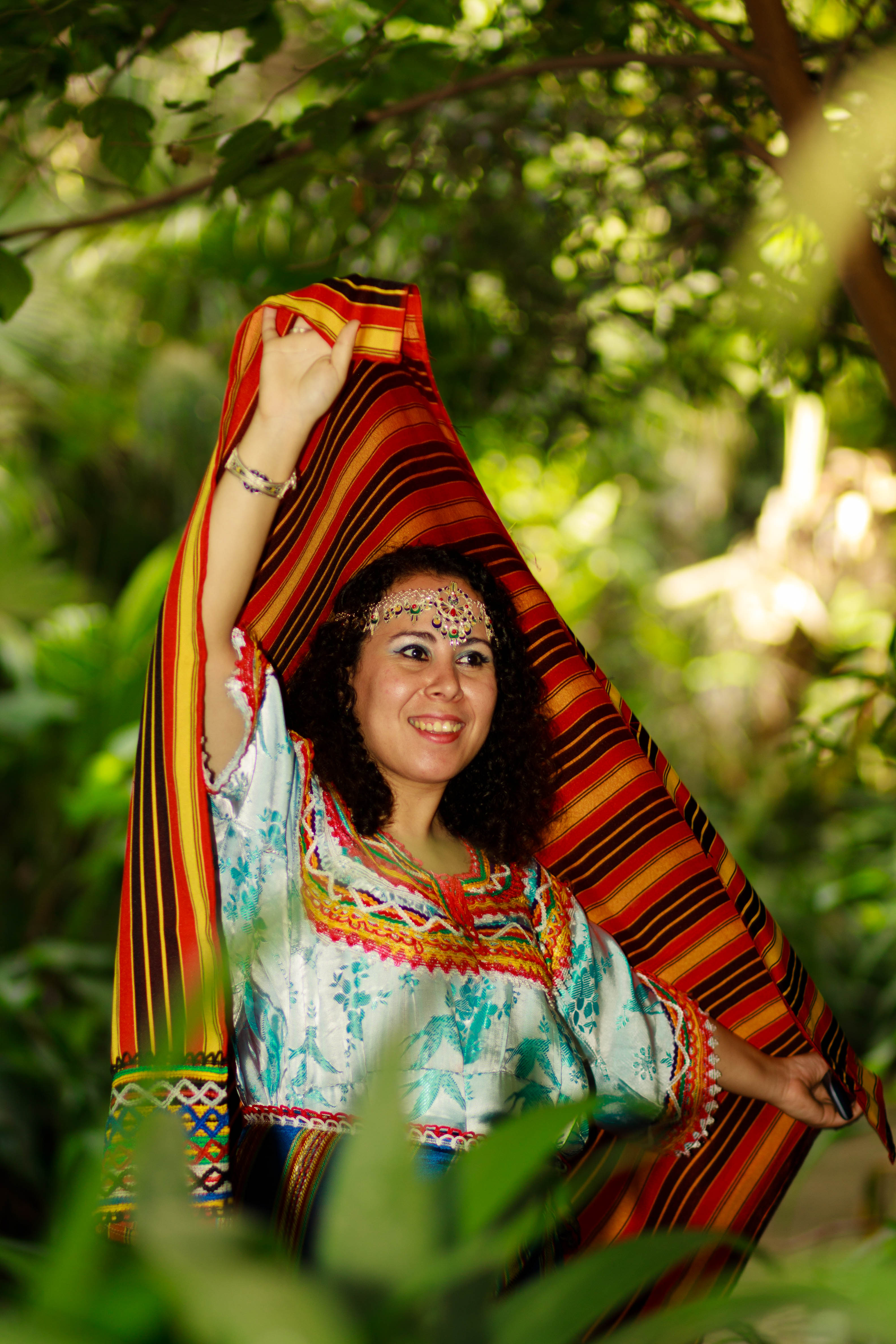
Femme Kabyle au jardin d'essai du Hamma à Alger
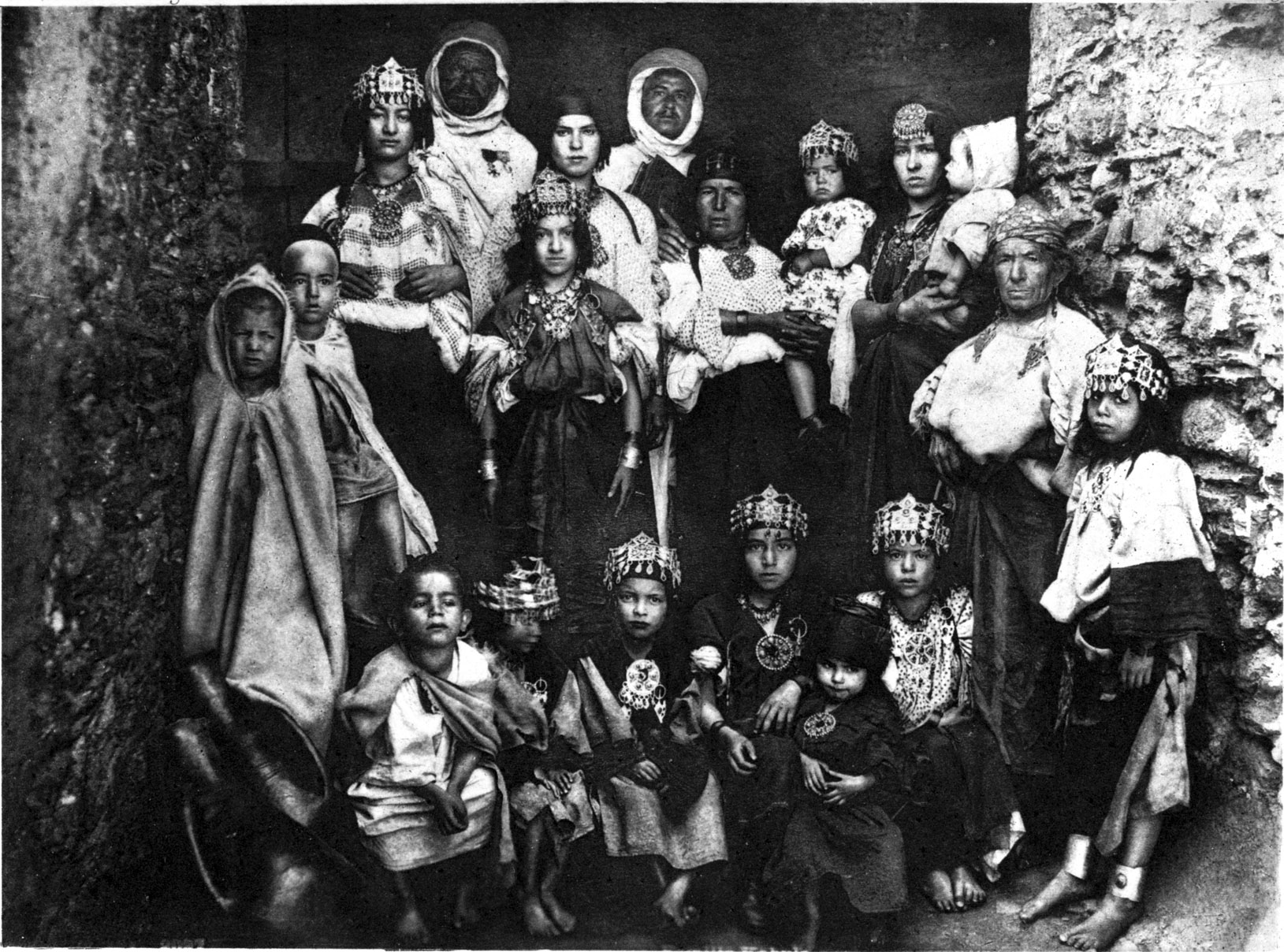
Kabyles vers 1900
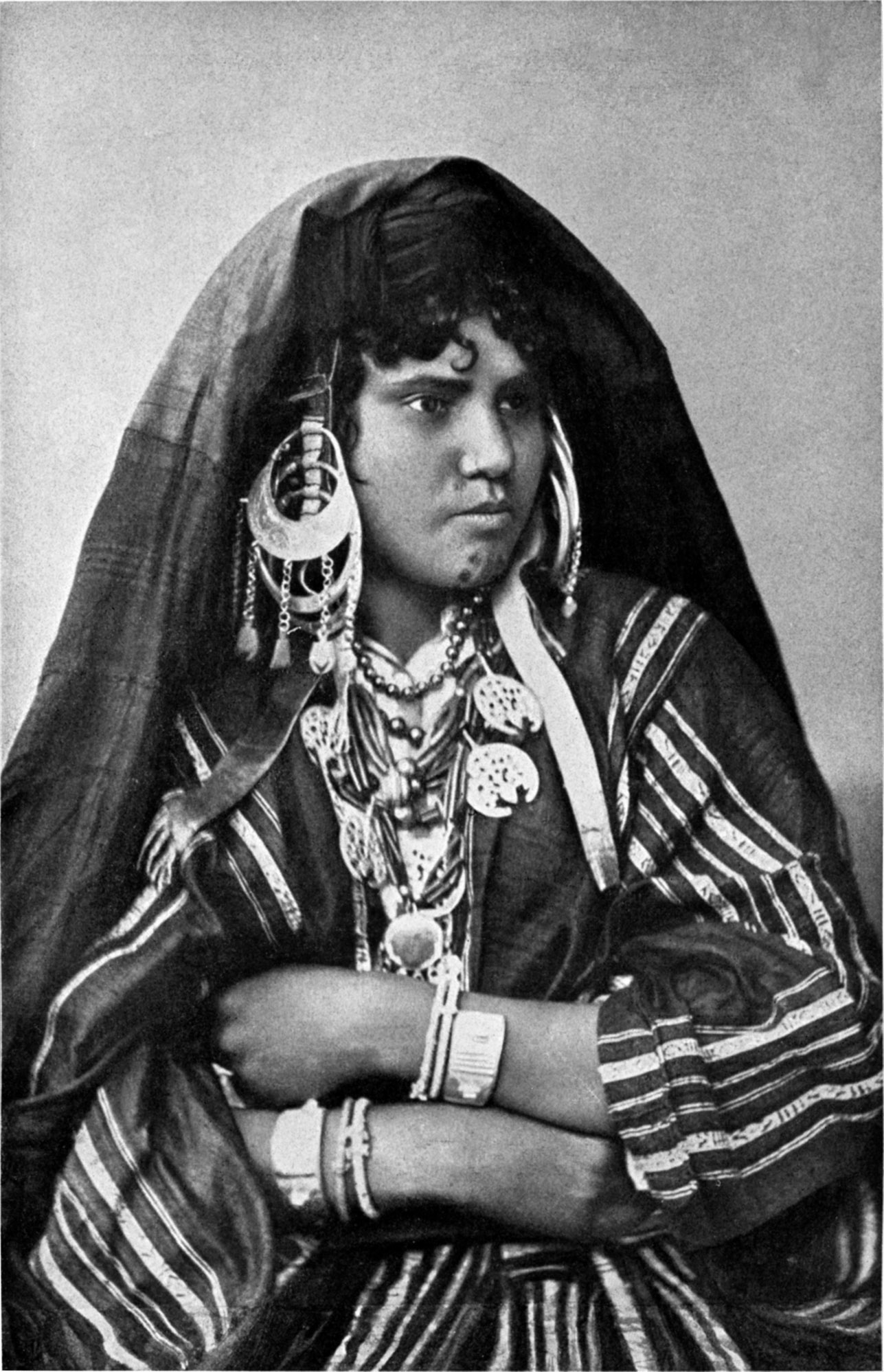
Jeune femme kabyle
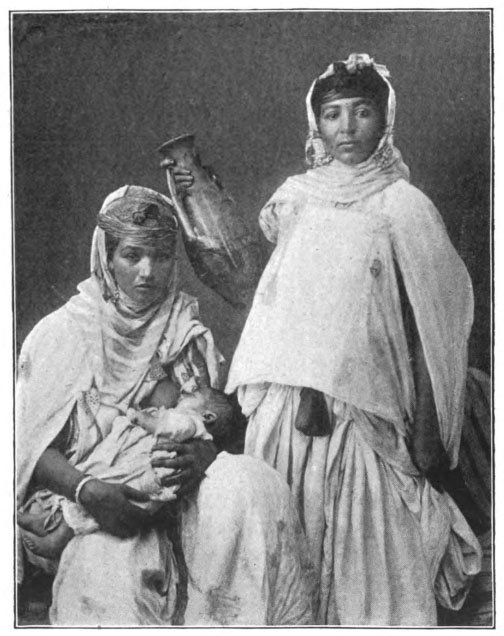
Femmes kabyles et enfant
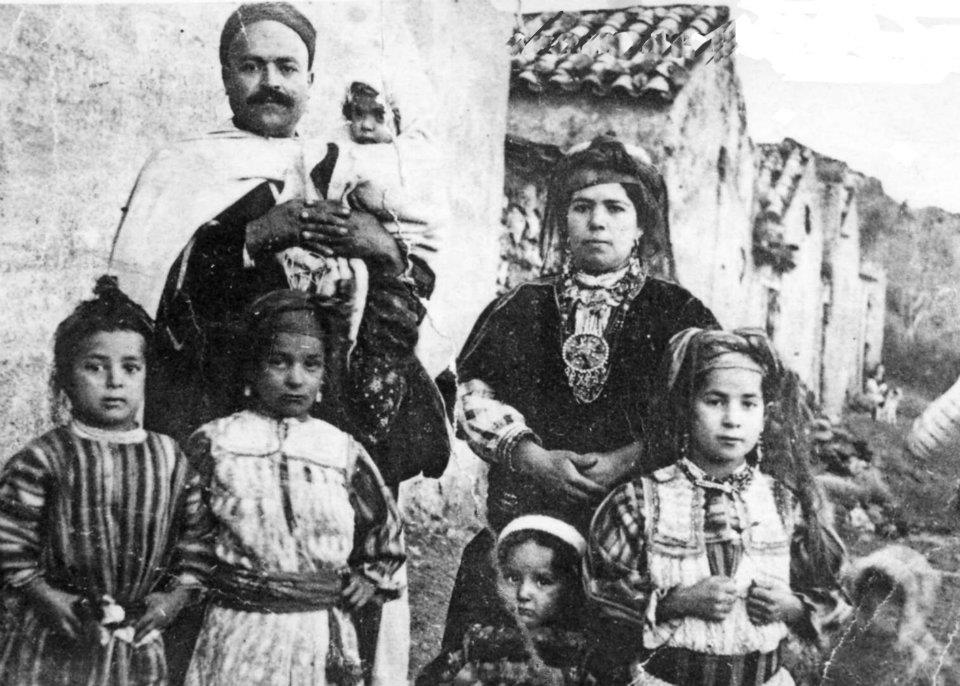
Famille kabyle chrétienne
Mozabite (1890)
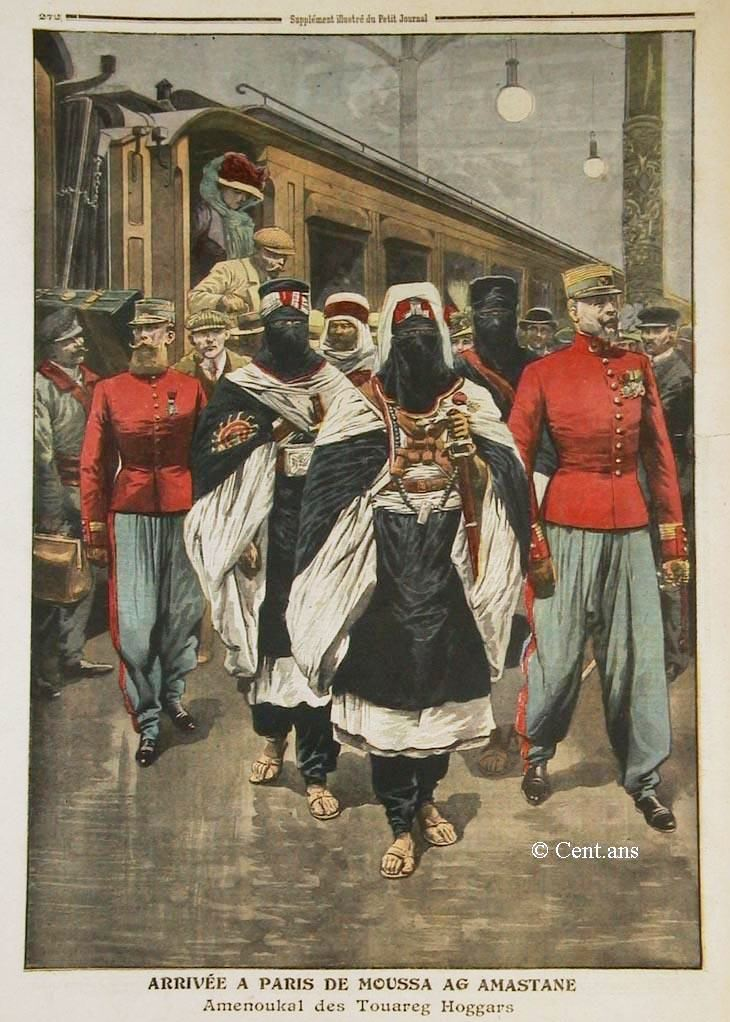
Moussa ag Amastan, Amenokal Touareg (Paris, 1910)
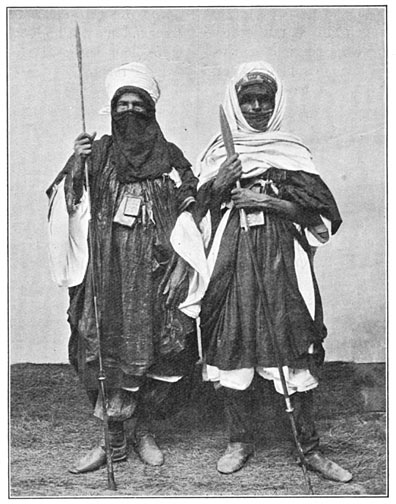
Touaregs (Sahara, 1906)
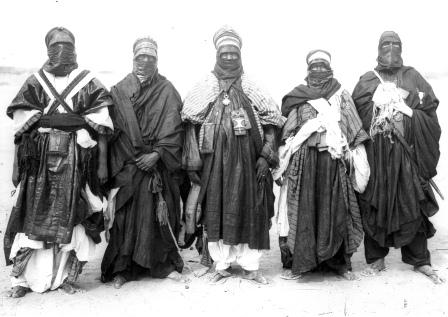
Hommes Touaregs en tenue de voyage (Algérie, 1950)
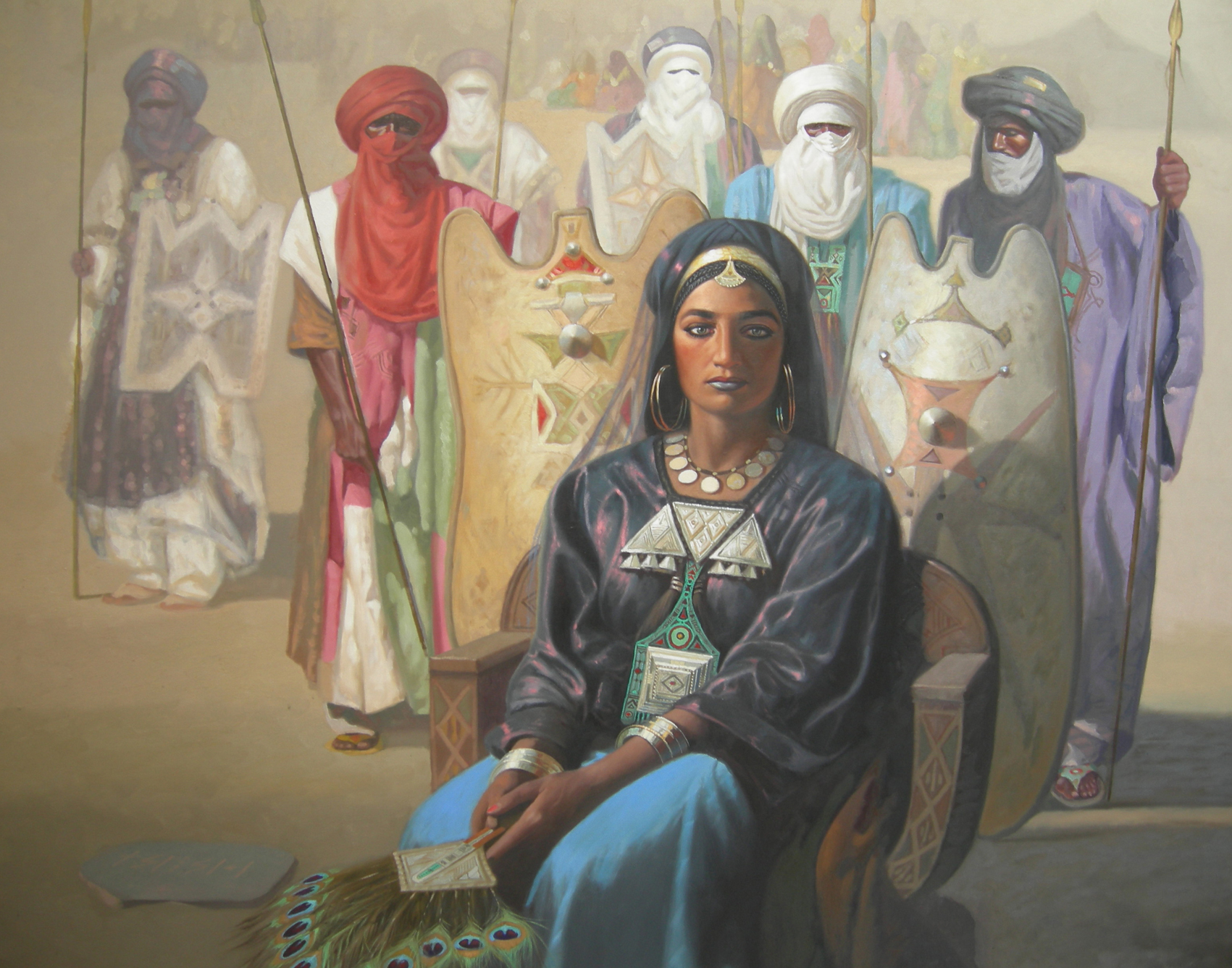
Tin Hinan, reine Touareg (illustration)
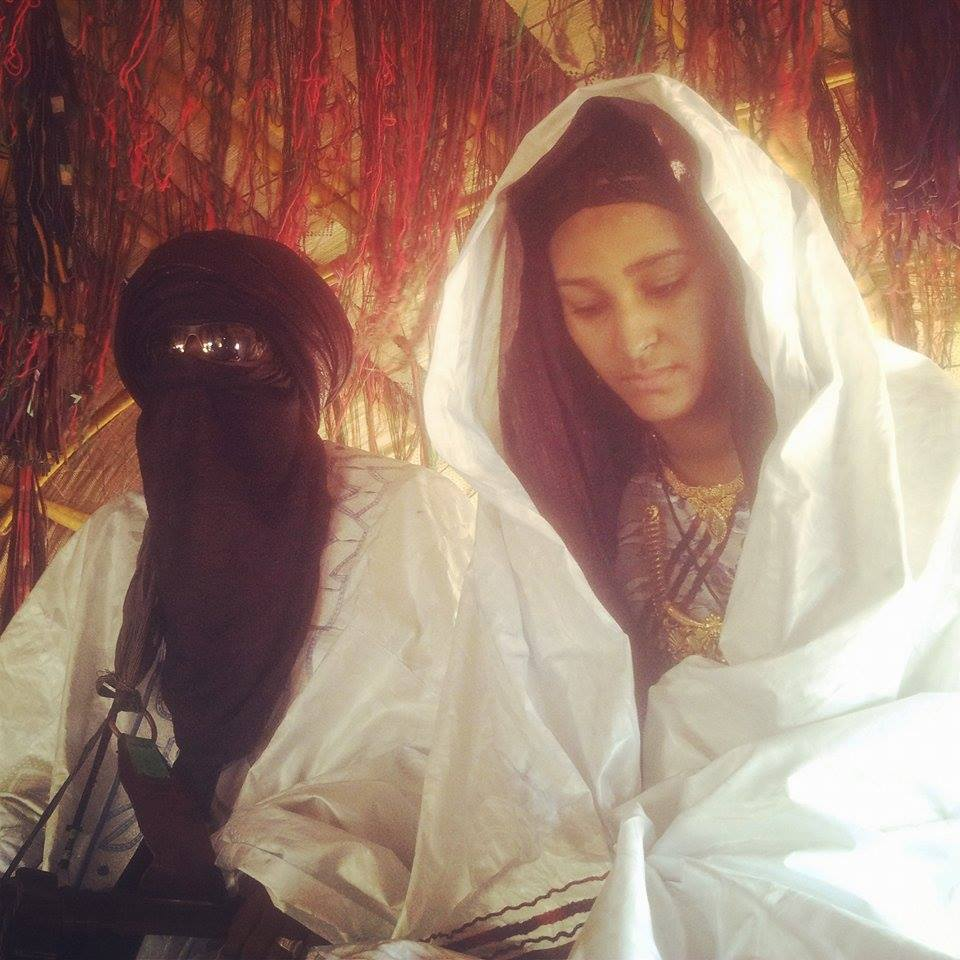
Mariage touareg (Niger, 2014)
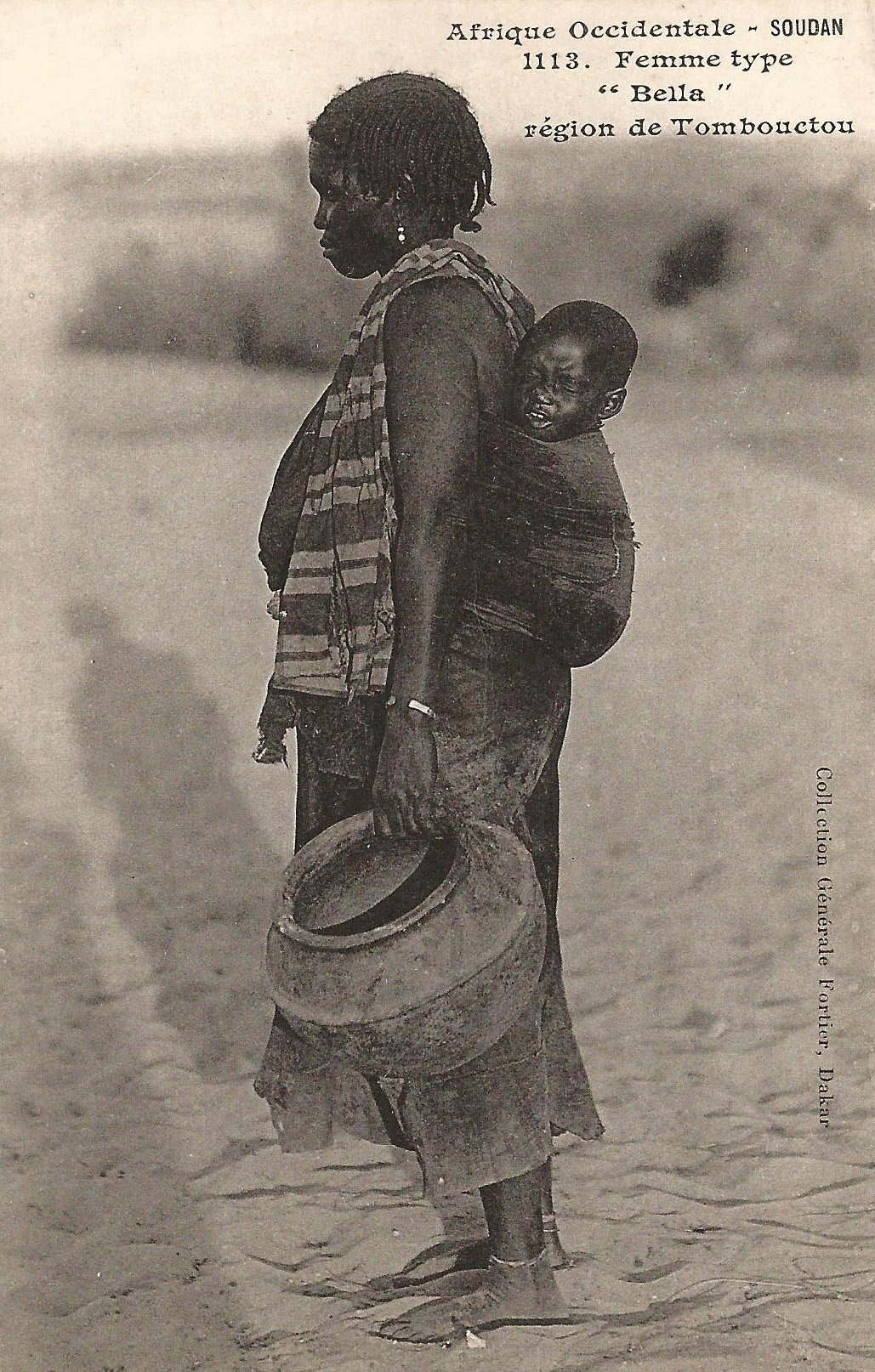
Femme Bella (AOF, région de Tombouctou, vers 1900)
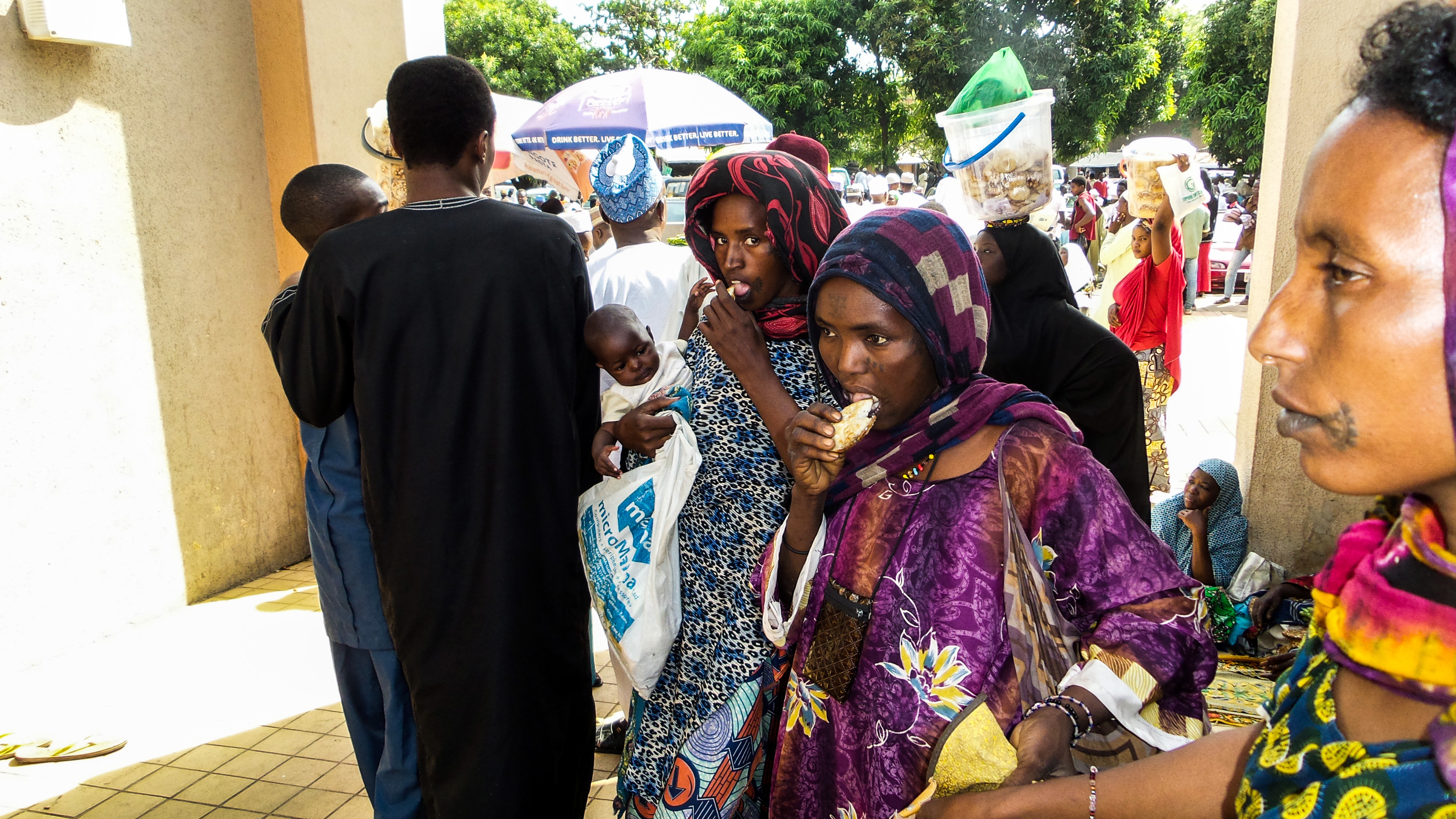
Femmes Buzu (Tchad-Niger, 2016)